# Зупанець Ігор Альбертович
Зупане́ць Ігор Альбертович (23 червня 1958 р., с. Михайлівка, Ярмолинецького району Хмельницької області) — український науковець в галузі фармакології. Доктор медичних наук (1993), професор (1994), заслужений діяч науки і техніки України (1996). Кавалер Ордену «За заслуги» II-го та III-го ступенів (2020, 2017). Завідувач кафедри клінічної фармакології та клінічної фармації НФаУ (з 1993). Головний редактор журналу «Клінічна фармація» (з 1997).

## Біографія
Народився 23 червня 1958 року у с. Михайлівка, Ярмолинецького району Хмельницької області в сім'ї службовців.
У 1981 році закінчив Харківський медичний інститут за спеціальністю «Лікувальна справа». У 1988 році захистив кандидатську дисертацію з медичних наук, у 1993 році став доктором наук.
У 1982–1984 роках працював дільничним лікарем-терапевтом міської поліклініки № 3 м. Харкова. З 1984 року працює у Національній фармацевтичній академії України:
- 1984—1988 — асистент;
- 1987—1991 — заступник декана фармацевтичного факультету;
- 1988—1990 — старший викладач;
- 1990 — доцент;
- 1991 — старший науковий співробітник кафедри фармакології;
- 1992 — завідувач кафедри фізіології;

У 1993 році Ігор Зупанець очолив кафедру клінічної фармації НФаУ (з 2013 — кафедра клінічної фармакології та клінічної фармації), першу в Україні та СНД. На кафедрі був закладений фундамент для впровадження у практику концепції фармацевтичної опіки та клінічної фармації. Згодом за участю керівництва університету введено спеціальність «Клінічна фармація» з підготовкою відповідного фахівця — клінічного провізора.
- 1996—2002 — перший проректор з навчальної роботи НФаУ.[6]

Один з фахівців клінічної фармакології в Україні, багато років вивчав міжнародний досвід у цьому напрямку.

## Наукова робота
Ігор Зупанець вивчає біоеквівалентність лікарських засобів, вплив нестероїдних протизапальних препаратів на метаболізм хряща суглобів. Розробляє засоби метаболічної дії на основі аміноцукрів, їхніх похідних і комбінацій.
Автор і співавтор щонайменше 350 наукових праць, 126 патентів і авторських свідоцтв, 31 науково-методичної рекомендації, 17 підручників, 56 навчальних посібників, 19 монографій, 55 довідників, 118 навчально-методичних рекомендацій. Щонайменше підготував 5 докторів та 20 кандидатів наук.

### Громадська робота
І.А. Зупанець є членом трьох професійних асоціацій:
- з 2000[9] Європейське товариство клінічних фармацевтів (ESCP));
- з 2003 Drug Information Association (DIA, США);
- з 2010 Спілка споживачів медичних послуг, лікарських засобів, виробів медичного призначення. Входить до складу Громадської ради Союзу споживачів.[10]

2009 — І.А. Зупанець увійшов до складу робочої групи зі стандартів якості та безпеки фармацевтичної практики та фармацевтичної допомоги (CD-P-PH), яка функціонує при Європейському директораті з контролю якості лікарських засобів та охорони здоров’я Ради Європи (EDQM).
Того року став членом Ради з питань реформування системи охорони здоров’я України.
2010 — голова спеціалізованої вченої ради Д 64.605.03 зі спеціальності «Фармакологія».
2012 — став членом Комісії з питань державної реєстрації лікарських засобів при МОЗ України, членом Центральної атестаційної комісії при МОЗ України з атестації провізорів та фармацевтів і головним позаштатним спеціалістом МОЗ України зі спеціальності «Клінічна фармація».
2014 — призначено головою Центрального формулярного комітету МОЗ України
2020 — увійшов до колективу розробників національного Стандарту фармацевтичної допомоги «Коронавірусна хвороба (COVID-19)» та став одним із національних координаторів клінічних досліджень ліків проти COVID-19.
Ігор Зупанець є головним редактором журналу «Клінічна фармація», науковим редактором журналу «Фармацевт-практик», шеф-редактором журналу «Здорово»; входить до редакцій фармацевтичних довідників «Rx index» (редактор і автор-укладач) і «Компендіум» (член науково-редакційної ради); членом редколегій 12 наукових журналів.

## Особисті відомості
Дружина — Катерина Олександрівна, доктор фармацевтичних наук. Донька — Софія.

### Найбільші нагороди, відзнаки та звання
- Заслужений діяч науки і техніки України (1996)[8]
- «Харків’янин року — 2008» (2008)[23]
- Почесна відзнака Харківської обласної ради «Слобожанська слава» (2009).[24]
- Кавалер Ордену «За заслуги» II-го та III-го ступенів (2020, 2017)[8]